# Елизаветинка (Ульяновская область)
Елизаветинка — поселок в составе Труслейского сельского поселения Инзенского района Ульяновской области.

## География
Находится на расстоянии примерно 13 километров на северо-восток по прямой от районного центра города Инза. 

## История
Основана в 1842 г. крепостными крестьянами помещика Д. П. Ознобишина, который переселил несколько семей из сел Троицкого и Труслейки. Деревня названа в честь первой жены Д.П. Ознобишина, Елизаветы Александровны (до брака Рогановской). В 1846 и 1848 гг. состоялись переселения из деревни Дубенки. В 1850 г. в Елизаветинке насчитывалось 39 мужчин и 37 женщин в 10 дворах. В 1913 году здесь было учтено дворов 21 и жителей 131. В 1990-е годы отделение совхоза «Инзенский». Ныне поселок имеет дачный характер.

## Население
Население составляло 13 человек в 2002 году (русские 85%), 4 по переписи 2010 года.